# Черрина-Монферрато
Черрина-Монферрато (італ. Cerrina Monferrato, п'єм. La Srin-a) — муніципалітет в Італії, у регіоні П'ємонт,  провінція Алессандрія.
Черрина-Монферрато розташована на відстані близько 500 км на північний захід від Рима, 45 км на схід від Турина, 40 км на північний захід від Алессандрії.
Населення — 1452 особи (2014).
Щорічний фестиваль відбувається 28 липня. Покровитель — Santi Nazario e Celso.

## Демографія
Населення за роками:

Станом на 1 січня 2023 року в муніципалітеті офіційно проживало 119 іноземців з 24 країн, серед них 43 громадяни країн Євросоюзу.

## Сусідні муніципалітети
- Кастеллетто-Мерлі
- Габ'яно
- Момбелло-Монферрато
- Одаленго-Гранде
- Одаленго-Пікколо
- Вілламірольйо